# Língua cassem

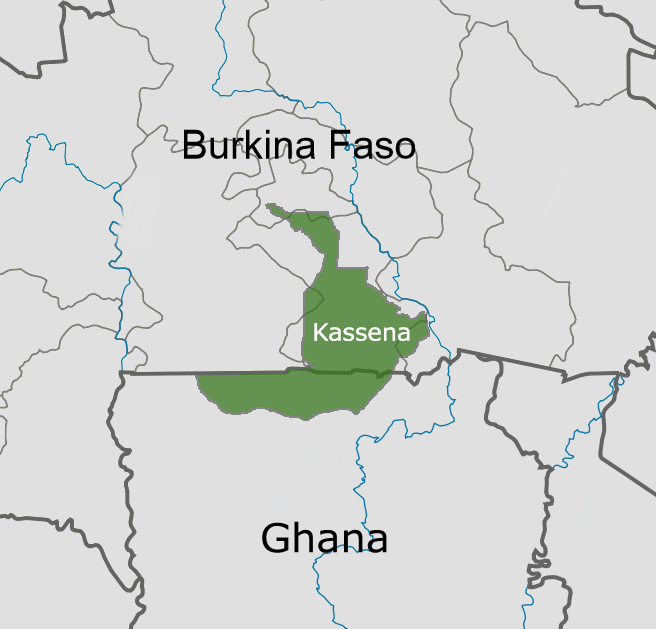
Um mapa da região em que vivem os Kassena, tanto em Gana quanto em Burkina Faso

Cassem (kassem), cassim (kasim) ou cassena (kas(s)ena) é uma língua nigero-congolesa, do subgrupo atlântico-congolês, volta-níger, volta-congolesa setentrional, gur centro-sul, grusi setentrional. É falada em Burquina Fasso e Gana por aproximadas 125 000 pessoas segundo estimativas de 1998. Possui dois dialetos (cassem oriental e ocidental) e é grafada em alfabeto latino.